# ジャイロフルーク SC 01 スピード・カナード
ジャイロフルーク スピード・カナード
SC 01 スピード・カナード
- 用途：スポーツ機
- 設計者：ペーター・クラウス（Peter Krauss）、ヨルク・エルツェンベック（Jörg Elzenbeck）
- 製造者：ジャイロフルーク
- 初飛行：1980年10月2日
- 生産数：62機（1995年まで）

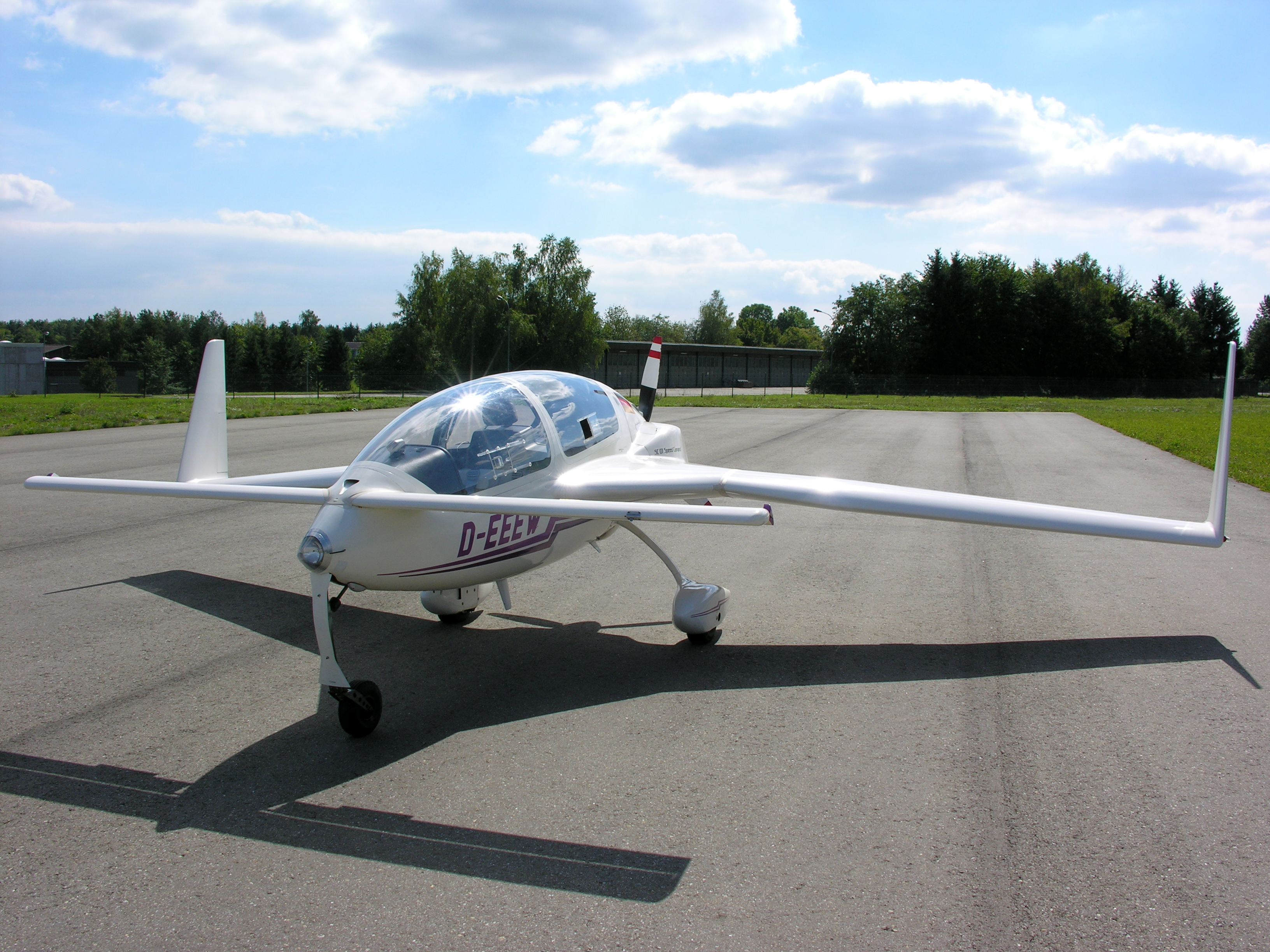
SC 01 スピード・カナード

ジャイロフルーク SC 01 スピード・カナード（Gyroflug SC 01 Speed Canard）は、1980年代と1990年代にドイツで製造されたスポーツ機である。ルータン バリ・イージーの影響を受けてはいたが、スピード・カナードの設計は全く新規のものでルータンの意向は取り入れられていなかった。バリ・イージーと同様にスピード・カナードは、方向舵を持つウィングレットを備えた中翼単葉の前翼機である。タンデム複座のコックピットとキャノピーは、グライダーのグローブ ツイン・アステアから派生したもので、首車輪式の降着装置の前脚は引き込み式である。機体は隅々まで複合材製であり、1983年にこの設計がドイツで認可を受けたときには世界中で初めて認可を受けた複合材製前翼機となった。操縦系統での特徴は2つの方向舵を独立して操作することができ、これにより同時に両方の方向舵を外側に向けることでヨーイングを打ち消し合い、結果エアブレーキとしても使用することができる。
1987年に4座型の「E-401」の開発が発表されたが、その後すぐに中止された。
日本ではSC01B-160が2機登録されている。

## 要目
- 乗員：1名
- 乗客：1名
- 全長：4.70 m (15 ft 5 in)
- 全幅：7.77 m (25 ft 6 in)
- 全高：1.81 m (5 ft 11 in)
- 翼面積：7.8 m² (84 ft²)
- 空虚重量：440 kg (970 lb)
- 全備重量：815 kg (1,576 lb)
- エンジン：1 × アブコ・ライカミングO-320-D1A、120 kW (160 hp)
- 最大速度：295 km/h (183 mph)
- 実用上昇限度：5,640 m (18,500 ft)
- 航続距離：1,325 km (823 miles)